# Axel Gadolin

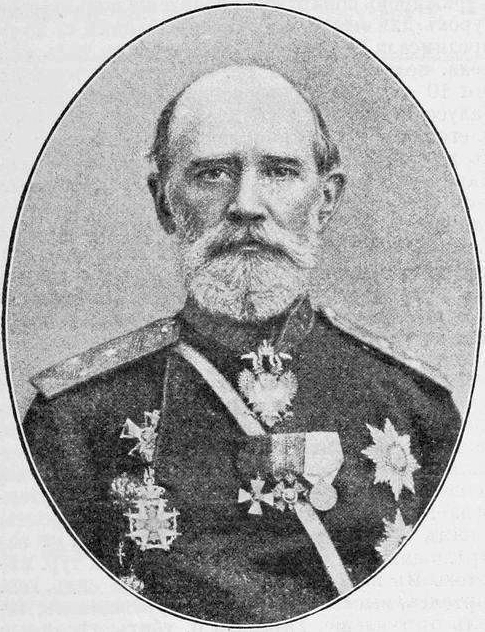
Axel Gadolin

Axel Gadolin, född 24 juni 1828 i Somero socken i Åbo och Björneborgs län, död 27 december 1892 i S:t Petersburg, var en finländsk mineralog; sonson till Jakob Gadolin, brorson till Gustaf och Johan Gadolin samt far till Alexander Gadolin.
Efter genomgången kurs i Finska kadettkåren blev han 1847 fänrik vid ryska gardesartilleriet, 1856 direktor för den tekniska artilleriskolan i S:t Petersburg samt 1867 professor vid Michailoffska artilleriakademien. Sistnämnda år utnämndes han även till inspektör för arsenalerna. Under 1871 adlades han och fem år senare befordrades han till generallöjtnant. Från sitt professorsämbete erhöll Gadolin 1878 avsked såsom emeritus.
Vid sidan av sin militära karriär utövade Gadolin ett mycket framstående vetenskapligt skriftställande inom mineralogin och artillerivetenskapen. Bland hans mineralogiska undersökningar märks, förutom flera i ryska mineralogiska sällskapets skrifter publicerade mindre avhandlingar, ett i Finska Vetenskaps-Societetens "Acta", intaget större arbete: Mémoire sur la déduction d'un seul principe de tous les systèmes cristallographiques (1867). Detta arbete översattes senare till tyska och ingick då i Wilhelm Ostwalds Klassiker der exakten Wissenschaften, utgiven 1896.